# 小行星9445
小行星9445（9445 Charpentier）是一颗绕太阳运转的小行星，为主小行星带小行星。该小行星于1997年5月8日发现。

## 轨道参数
小行星9445的轨道半长轴为2.3387239 UA，离心率为0.135。